# Talu
Talu is een bestuurslaag in het regentschap West-Pasaman van de provincie West-Sumatra, Indonesië. Talu telt 7800 inwoners (volkstelling 2010).